# 波ダッシュ
波ダッシュ（なみダッシュ、wave dash）とは、日本語表記における約物のひとつで、波線「」（はせん、なみせん）を指している。ダッシュ記号（—）の波形であることからそう呼ばれる。
日本語における用法の多くは範囲を示すenダッシュ記号としての用法と長音符としての用法がある。範囲を示す場合、「から」という日本語の約物であり、純然たる日本語である。日本以外ではこのように使用されることはない。なお中国語でもenダッシュの代用又は長音符などとして使われることがある。
Windows XP等における日本語環境下では、表示字形が「」ではなく、波形の反転した「」に変わってしまう問題が発生していた。これに付随して、波ダッシュの代用として音声記号等として用いられる全角チルダが不適切に使われることがあるため、混乱の元となっている。

## 用途

### 範囲
日本語において範囲を表すために用いられる。波ダッシュは記号ではなく日本語「から」の省略形であり、日本でのみこの目的で使用される。
- 場所に対して: 東京〜大阪
- 時間に対して: 5時〜6時（もしくは5〜6時）
- 数量に対して: 100人〜150人（もしくは100〜150人）

一般に、波ダッシュの前後の語を限界として含む（100人〜150人の場合は、100人および150人を含む）。
日本語では、波ダッシュを「から」と読む。「……から……まで」のように、波ダッシュの後ろの語に「まで」を付けて読むこともある。

### 説明や副題など
本文の前に「〜概要〜」と示すような形で使用される。日本語では、この場合は波ダッシュを発音しない。
- 括弧のように2本の波ダッシュで囲むか、直前に1本だけ置くかのいずれか（ダッシュ記号（—）と同じ用法）。
- 「〜〜答え〜〜」などのように、波ダッシュを複数連続させる場合もある。

### 発信元など
日本語「から」の約物であるので「〜国技館」「フランス〜」などのように、発信元などを示す目的で使用される。日本語では、前に波ダッシュがついている場合も含めて、言葉の後ろに「から」とつけて読む。

### 任意の内容、もしくは省略
「〜する」「〜からの」のように前に記載されている言葉を省略する場合や、「寿限無寿限無〜」のように後ろが長いために省略する場合、「いつもいつも〜」などと同じ言葉が続く場合などで使用される。これらの用途はリーダーやダッシュでの用途とほぼ同じである。日本語で読む場合には前に付けて使用する場合は「なになに」や「ほにゃらら」、後ろにつけて使用する場合は「うんぬん」や「なんたらかんたら」、「なんとかかんとか」と読む。

### 長音符として
長音符（ー）の代わりに用い、滑稽さや口語調であることを表す。また、一般の長音符よりも長いことを示す。（例: ですよね〜）日本語では、長音符を表記した場合と同じ発音になる。「あ〜〜〜」と複数連続で記述することにより、長さを表現することがある。
日本語以外でも日本語の長音に当たる表記を波ダッシュを用いて用いる。また、欧米言語での、日本語の翻訳物において長音を表現する手段として「マクロン」や「サーカムフレックス」を使用する代わりに波ダッシュを利用することがある。
また、これと同じようなものに「〰」などがあり、『阿Q正伝』の原文などにも使われているが別物である。

### 音楽が流れていることを示す
テレビなどの字幕放送などでは、「♬〜」と、BGMや音楽が流れていることを示す目的で使用される。たとえば、テレビ番組においてラジカセの電源を入れて音楽が流れたシーンにおいて使用される場合や、見えるラジオでラジオの番組上では音楽をかけているときに使用される場合がある。

### 罫線として
「〜〜〜〜〜」のような形で、罫線としての波線の代わりに、罫線素片のような使用法で用いられる。「〜・〜・〜・〜」のような一点鎖線のような例もある。

## Unicodeに関連する問題
|                                   | U+301C 波ダッシュ | U+FF5E 全角チルダ |
| --------------------------------- | ----------------- | ----------------- |
| JIS X 0208                        | 1-33              |                   |
| JIS X 0213                        | 1-1-33            | ˜ 1-2-18          |
| JIS X 0221-1995                   | [ 注釈 7 ]        |                   |
| 現Unicode仕様書                   |                   |                   |
| Windows Vista以降、 Mac、Unixなど |                   |                   |
| 旧Unicode仕様書 （7.0以前）       |                   |                   |
| 旧Windows環境 （Windows XP以前）  |                   |                   |

Unicode 7.0以前の仕様書では“下がって上がる” 形「」）で印刷されていた。
日本では下記に述べる事情により、やむを得ないとはいえ、波ダッシュ (U+301C, WAVE DASH) を使うべきところに全角チルダ (U+FF5E, FULLWIDTH TILDE) を使ってしまう事例が多い。
また、波ダッシュ (U+301C, WAVE DASH) が環境によっては、「」や「?」などへ文字化けを起こす機種依存文字となってしまっている。

### Unicode 8.0での訂正
2014年8月の提案書にもとづきこの問題はUnicode 8.0にて訂正され、最新仕様書では、U+301C WAVE DASH（波ダッシュ）に、JIS X 0208の波ダッシュの例示字形と同じ正しい形（“上がって下がる” 形「」）が記載されている。

### Windowsにおいて起きる問題
Microsoft Windowsでは、Unicode 7.0以前の仕様書をそのまま踏襲したため問題が生じている。
1. 字形の問題。Windows XP以前のMS 明朝、MS ゴシック、MS UI Gothicにおいては、Unicodeの波ダッシュ (U+301C, WAVE DASH) が「」で表示される[注釈 10][注釈 11][注釈 12]。
2. 割り当ての問題。Shift_JISの波ダッシュ (0x8160, WAVE DASH)「」をUnicodeの全角チルダと同一視する不適切な扱いをしている。したがって、波ダッシュ（波線）「」をキーボードから文字入力するのは容易ではない[注釈 13]。なおキーボード上のチルダキーを全角モードで入力すると全角チルダ「～」が入力される。

## 符号位置
| 記号 | Unicode | JIS X 0213 | 文字参照          | 名称                 |
| ---- | ------- | ---------- | ----------------- | -------------------- |
| 〜   | U+301C  | 1-1-33     | &#x301C; &#12316; | wave dash 波ダッシュ |

## 類似の符号
| 記号 | Unicode | JIS X 0213 | 文字参照               | 名称・補足                                 |
| ---- | ------- | ---------- | ---------------------- | ------------------------------------------ |
| ~    | U+007E  | 1-2-18     | &#x7E; &#126;          | TILDE 半角チルダ                           |
| ˜    | U+02DC  | -          | &tilde; &#x2DC; &#732; | SMALL TILDE                                |
| ῀    | U+1FC0  | -          | &#x1FC0; &#8128;       | COMBINING GREEK PERISPOMENI （ギリシャ語） |
| ⁓    | U+2053  | -          | &#x2053; &#8275;       | SWUNG DASH                                 |
| ∼    | U+223C  | -          | &sim; &#x223C; &#8764; | TILDE OPERATOR （数学記号）                |
| ∿    | U+223F  | -          | &#x223F; &#8767;       | SINE WAVE                                  |
| 〰   | U+3030  | -          | &#x3030; &#12336;      | WAVY DASH                                  |
| ～   | U+FF5E  | 1-2-18     | &#xFF5E; &#65374;      | FULLWIDTH TILDE 全角チルダ                 |